# Larry Comley
Lawrence Robert Comley, detto Larry (17 agosto 1939 – 21 gennaio 2006), è stato un cestista statunitense, professionista nella NBA.

## Carriera
Venne selezionato dai Chicago Packers al decimo giro del Draft NBA 1961 (91ª scelta assoluta).